# Echinospartum lusitanicum
Echinospartum lusitanicum là một loài thực vật có hoa trong họ Đậu. Loài này được (L.) Rothm. miêu tả khoa học đầu tiên.